# Чорна (притока Ками, Сарапульський район)
Чо́рна (рос. Черная) — річка в Чайковському районі Пермського краю та Сарапульському районі Удмуртії, Росія, ліва притока Ками.
Починається на південний захід від села Чернушка. Протікає на південний захід, впадає до річки Кама навпроти села Макарово.
Річка неширока, протікає всією течією через тайгу, береги заболочені. В нижній течії протікає через невелике заплавне озеро.